# Doddiganahal, Chitradurga
Doddiganahal là một làng thuộc tehsil Chitradurga, huyện Chitradurga, bang Karnataka, Ấn Độ.